# Свердловське (Хабарський район)
Свердло́вське (рос. Свердловское) — село у складі Хабарського району Алтайського краю, Росія. Адміністративний центр Свердловської сільської ради.

## Населення
Населення — 796 осіб (2010; 1008 у 2002).
Національний склад (станом на 2002 рік):
- росіяни — 95 %